# Любен Костов (общественик)
Вижте пояснителната страница за други личности с името Любен Костов.
Любен Костов е основоположник на Съюз на българските национални легиони (СБНЛ).

## Биография
Роден е през 1908 г. в днешния Симеоновград, син на български офицер и народна учителка, внук на знаменосеца на габровската чета на войводата Цанко Дюстабанов. Завършва II Mъжка софийска гимназия, във фашистката организация Съюз „Българска родна защита“ създава Студентската корпорация „Цар Симеон“ и основава „Младежкия национален легион“.
По-късно, считайки, че „Родна защита“ е тясна и догматична рамка за широката общобългарска кауза за „Национално-мощна и социално-справедлива България“ и разпространяването ѝ сред българската младеж, той заедно с Александър Николов и Тодор Александров слага началото на самостоятелна организация „Легион“, прераснала в началото на 1932 г. в „Съюз на младежките национални легиони“ – СМНЛ и Съюз на българските национални легиони (СБНЛ). Основава и редактира съюзния орган в. „Прелом“. Записва се във военната школа в Радомир и след като се уволнява от казармата, оглавява „Бойна и физическа подготовка“ на Легионите.
През 1948 г. в т.нар. голям легионерски процес (нак. о.х. дело N 1226 по описа за 1948) са осъдени 68 души, от които 13 на смърт. Присъдите 2 години не са изпълнявани, но не са и отменени и въжето виси над всеки от осъдените, впоследствие са заменени със затвор, Костов получава присъда от 10 години, която излежава докрай.
Комунистическият режим не позволява Костов да работи друго освен тежка физическа работа. Пенсионира се като общ работник и каруцар, но организира родолюбиви кръжоци, пише открити писма до институциите включително до БАН, в защита на българската национална кауза, поддържа връзки с Педер Хузангай – волжки българин и народен поет на Чувашия (която счита за една от наследниците на кан Кубратова Велика България). Пише послание до българите в Македония, което проникна и там като „Нашето виждане за Македония“ заради което е съден и излежава още 3 години в затвора.
След 10 ноември 1989 г. Любен Костов, вече на преклонна възраст, не може да се включи в активна политическа дейност. Според свидетелствата на съидейниците си той продължава да живее с идеала за „Национално-мощна и социално-справедлива България“ и да ги насърчава да го отстояват. Починал в София през 1994 г.